# ماتئوس سانتانا
ماتئوس سانتانا (انگلیسی: Matheus Santana؛ زادهٔ ۲ آوریل ۱۹۹۶) ورزشکار ورزش شنا اهل برزیل است.
وی در مسابقات کشوری و بین‌المللی در مجموع برندهٔ ۵ مدال طلا، ۲ مدال نقره و ۲ مدال برنز شده‌است.